# Trefoglie
Trefoglie è un termine utilizzato in araldica per indicare una figura convenzionale di tre foglie a punta, messe a tondo, col bottone centrale.
Molti araldisti usano il termine terzafoglia direttamente derivato dall'originale francese tierce feüilles.
Questa figura non va confusa con il trifoglio che si riferisce più direttamente alla pianta naturale.

Di rosso, alla croce gigliata d'argento, accantonata da quattro trefoglie d'oro (Boissy-sans-Avoir, Francia)
Di rosso, alla spada abbassata d'argento posta in sbarra, accompagnata in punta da una moscatura d'armellino dello stesso; al quartier franco d'oro, caricato di tre terzefoglie del campo (Reterre, Francia)
D'argento, a tre trefoglie di rosso (Thianges, Francia)